# Associazione Calcio Vicenza 1947-1948
Questa voce raccoglie le informazioni riguardanti l'Associazione Calcio Vicenza nelle competizioni ufficiali della stagione 1947-1948.

## Rosa
| N. |                   | Ruolo | Calciatore             |
| -- | ----------------- | ----- | ---------------------- |
|    | Italia (bandiera) | P     | Giorgio Fioravanti     |
|    | Italia (bandiera) | P     | Angelo Bellotto        |
|    | Italia (bandiera) | P     | Emanuele Dalla Fontana |
|    | Italia (bandiera) | D     | Pietro Grosso          |
|    | Italia (bandiera) | D     | Aldo Parena            |
|    | Italia (bandiera) | D     | Ernesto Sandroni       |
|    | Italia (bandiera) | D     | Walter De Boni         |
|    | Italia (bandiera) | C     | Guerrino Carraro       |
|    | Italia (bandiera) | C     | Serafino Conti         |
|    | Italia (bandiera) | C     | Andrea Campana         |
|    | Italia (bandiera) | C     | Rolando Spanevello     |
|    | Italia (bandiera) | C     | Alfonso Santagiuliana  |

| N. |                   | Ruolo | Calciatore         |
| -- | ----------------- | ----- | ------------------ |
|    | Italia (bandiera) | C     | Marcello Filippi   |
|    | Italia (bandiera) | C     | Giancarlo Fabrello |
|    | Italia (bandiera) | A     | Giovanni Sperotto  |
|    | Italia (bandiera) | A     | Lino Begnini       |
|    | Italia (bandiera) | A     | Luigi Zambelli     |
|    | Italia (bandiera) | A     | Pietro Rebuzzi     |
|    | Italia (bandiera) | A     | Dino Gozzi         |
|    | Italia (bandiera) | A     | Renato Capraro     |
|    | Italia (bandiera) | A     | Giovanni Tomasella |
|    | Italia (bandiera) | A     | Albano Vicariotto  |

## Risultati

### Campionato

#### Girone di andata
| 14 settembre 1947 1ª giornata | Livorno | 2 – 0 | Vicenza |  |

| 21 settembre 1947 2ª giornata | Alessandria | 4 – 0 | Vicenza |  |

| 28 settembre 1947 3ª giornata | Vicenza | 2 – 0 | Salernitana |  |

| 5 ottobre 1947 4ª giornata | Vicenza | 3 – 1 | Bari |  |

| 12 ottobre 1947 5ª giornata | Torino | 2 – 0 | Vicenza |  |

| 19 ottobre 1947 6ª giornata | Napoli | 1 – 1 | Vicenza |  |

| 26 ottobre 1947 7ª giornata | Vicenza | 0 – 0 | Modena |  |

| 2 novembre 1947 8ª giornata | Sampdoria | 6 – 1 | Vicenza |  |

| 16 novembre 1947 9ª giornata | Vicenza | 2 – 1 | Bologna |  |

| 30 novembre 1947 11ª giornata | Vicenza | 1 – 1 | Roma |  |

| 7 dicembre 1947 12ª giornata | Genoa | 4 – 0 | Vicenza |  |

| 21 dicembre 1947 13ª giornata | Triestina | 1 – 0 | Vicenza |  |

| 28 dicembre 1947 14ª giornata | Vicenza | 1 – 4 | Inter |  |

| 1 gennaio 1948 15ª giornata | Vicenza | 0 – 1 | Juventus |  |

| 4 gennaio 1948 16ª giornata | Atalanta | 2 – 0 | Vicenza |  |

| 11 gennaio 1948 17ª giornata | Vicenza | 2 – 1 | Lazio |  |

| 18 gennaio 1948 18ª giornata | Lucchese | 1 – 1 | Vicenza |  |

| 25 gennaio 1948 19ª giornata | Pro Patria | 2 – 0 | Vicenza |  |

| 1 febbraio 1948 20ª giornata | Vicenza | 0 – 0 | Milan |  |

| 8 febbraio 1948 21ª giornata | Fiorentina | 1 – 2 | Vicenza |  |

#### Girone di ritorno
| 15 febbraio 1948 22ª giornata | Vicenza | 1 – 0 | Livorno |  |

| 22 febbraio 1948 23ª giornata | Vicenza | 0 – 3 | Alessandria |  |

| 29 febbraio 1948 24ª giornata | Salernitana | 1 – 0 | Vicenza |  |

| 7 marzo 1948 25ª giornata | Bari | 1 – 0 | Vicenza |  |

| 14 marzo 1948 26ª giornata | Vicenza | 0 – 4 | Torino |  |

| 21 marzo 1948 27ª giornata | Vicenza | 2 – 1 | Napoli |  |

| 28 marzo 1948 28ª giornata | Modena | 2 – 0 | Vicenza |  |

| 11 aprile 1948 29ª giornata | Vicenza | 3 – 2 | Sampdoria |  |

| 17 aprile 1948 30ª giornata | Bologna | 2 – 1 | Vicenza |  |

| 2 maggio 1948 32ª giornata | Roma | 2 – 0 | Vicenza |  |

| 6 maggio 1948 33ª giornata | Vicenza | 0 – 3 | Genoa |  |

| 9 maggio 1948 34ª giornata | Vicenza | 1 – 1 | Triestina |  |

| 23 maggio 1948 35ª giornata | Inter | 2 – 0 | Vicenza |  |

| 27 maggio 1948 36ª giornata | Juventus | 6 – 0 | Vicenza |  |

| 30 maggio 1948 37ª giornata | Vicenza | 1 – 0 | Atalanta |  |

| 6 giugno 1948 38ª giornata | Lazio | 2 – 1 | Vicenza |  |

| 13 giugno 1948 39ª giornata | Vicenza | 1 – 3 | Lucchese |  |

| 20 giugno 1948 40ª giornata | Vicenza | 1 – 0 | Pro Patria |  |

| 27 giugno 1948 41ª giornata | Milan | 3 – 2 | Vicenza |  |

| 4 luglio 1948 42ª giornata | Vicenza | 1 – 2 | Fiorentina |  |

## Statistiche

### Statistiche di squadra
| Competizione | Punti | In casa | In casa | In casa | In casa | In casa | In casa | In trasferta | In trasferta | In trasferta | In trasferta | In trasferta | In trasferta | Totale | Totale | Totale | Totale | Totale | Totale | DR  |
| Competizione | Punti | G       | V       | N       | P       | Gf      | Gs      | G            | V            | N            | P            | Gf           | Gs           | G      | V      | N      | P      | Gf     | Gs     | DR  |
| ------------ | ----- | ------- | ------- | ------- | ------- | ------- | ------- | ------------ | ------------ | ------------ | ------------ | ------------ | ------------ | ------ | ------ | ------ | ------ | ------ | ------ | --- |
| Serie A      | 26    | 20      | 9       | 4       | 7       | 22      | 28      | 20           | 1            | 2            | 17           | 9            | 47           | 40     | 10     | 6      | 24     | 31     | 75     | -44 |

### Statistiche dei giocatori
| Giocatore        | Serie A  | Serie A |
| Giocatore        | Presenze | Reti    |
| ---------------- | -------- | ------- |
| L. Begnini       | 31       | 4       |
| A. Bellotto      | 11       | -20     |
| A. Campana       | 26       | 1       |
| R. Capraro       | 2        | 0       |
| G. Carraro       | 40       | 3       |
| S. Conti         | 34       | 5       |
| E. Dalla Fontana | 9        | -23     |
| W. De Boni       | 8        | 0       |
| G. Fabrello      | 5        | 0       |
| M. Filippi       | 10       | 0       |
| G. Fioravanti    | 20       | -32     |
| D. Gozzi         | 13       | 0       |
| P. Grosso        | 37       | 1       |
| A. Parena        | 36       | 1       |
| P. Rebuzzi       | 17       | 1       |
| E. Sandroni      | 31       | 0       |
| A. Santagiuliana | 24       | 1       |
| R. Spanevello    | 21       | 2       |
| G. Sperotto      | 35       | 8       |
| G. Tomasella     | 1        | 0       |
| A. Vicariotto    | 1        | 0       |
| L. Zambelli      | 28       | 3       |